# Лейк-оф-те-Вудс (Вірджинія)
Лейк-оф-те-Вудс (англ. Lake of the Woods) — переписна місцевість (CDP) в США, в окрузі Орандж штату Вірджинія. Населення — 8081 особа (2020).

## Географія
Лейк-оф-те-Вудс розташований за координатами 38°20′2″ пн. ш. 77°45′23″ зх. д. / 38.33389° пн. ш. 77.75639° зх. д. (38.333765, -77.756465).  За даними Бюро перепису населення США в 2010 році переписна місцевість мала площу 14,84 км², з яких 12,76 км² — суходіл та 2,08 км² — водойми.

## Демографія
Згідно з переписом 2010 року, у переписній місцевості мешкало 7177 осіб у 3012 домогосподарствах у складі 2253 родин. Густота населення становила 483 особи/км².  Було 3631 помешкання (245/км²).
Расовий склад населення:
| - 89,7 % — білих - 5,2 % — чорних або афроамериканців - 1,1 % — азіатів - 0,3 % — корінних американців - 0,1 % — вихідців з тихоокеанських островів |

До двох чи більше рас належало 2,6 %. Частка іспаномовних становила 3,5 % від усіх жителів.
За віковим діапазоном населення розподілялося таким чином: 19,7 % — особи молодші 18 років, 50,6 % — особи у віці 18—64 років, 29,7 % — особи у віці 65 років та старші. Медіана віку мешканця становила 50,6 року. На 100 осіб жіночої статі у переписній місцевості припадало 91,8 чоловіків;  на 100 жінок у віці від 18 років та старших — 88,8 чоловіків також старших 18 років.
Середній дохід на одне домашнє господарство  становив 88 959 доларів США (медіана — 71 980), а середній дохід на одну сім'ю — 98 672 долари (медіана — 78 935). Медіана доходів становила 62 202 долари для чоловіків та 44 453 долари для жінок. За межею бідності перебувало 8,7 % осіб, у тому числі 24,5 % дітей у віці до 18 років та 3,4 % осіб у віці 65 років та старших.
Цивільне працевлаштоване населення становило 3193 особи. Основні галузі зайнятості: освіта, охорона здоров'я та соціальна допомога — 26,4 %, науковці, спеціалісти, менеджери — 17,2 %, будівництво — 12,2 %, публічна адміністрація — 10,5 %.